# Landratsamt Blomberg
| Basisdaten                | Basisdaten                                         |
| ------------------------- | -------------------------------------------------- |
| Bestandszeitraum          | 1879–1927 (Verwaltungsamt) 1927–1932 (Landratsamt) |
| Verwaltungssitz           | Blomberg                                           |
| Fläche                    | 195 km² (1910)                                     |
| Einwohner                 | 13.837 (1910)                                      |
| Bevölkerungsdichte        | 71 Einw./km² (1910)                                |
| Gemeinden                 | 45 (1910)                                          |
|                           |                                                    |
| Übersichtskarte von Lippe |                                                    |

Das Landratsamt Blomberg war von 1927 bis 1932 ein Verwaltungsbezirk im Freistaat Lippe. Es ging aus dem Verwaltungsamt Blomberg hervor, das 1879 im Fürstentum Lippe eingerichtet worden war.

## Geschichte
1879 wurden im Fürstentum Lippe fünf Verwaltungsämter gebildet, darunter im Osten des Fürstentums das Verwaltungsamt Blomberg. Es deckte ungefähr das Gebiet der heutigen Städte Schieder-Schwalenberg und Blomberg sowie den alt-lippischen Teil der Stadt Lügde im Kreis Lippe ab. Die Stadt Blomberg blieb amtsfrei und gehörte dem Verwaltungsamt nicht an. Das Verwaltungsamt war in die Ämter Blomberg, Schieder und Schwalenberg untergliedert. 1906 wurde auch die Stadt Schwalenberg amtsfrei.
1919 wurde aus dem Fürstentum Lippe der Freistaat Lippe. Durch das Lippische Gemeindeverfassungsgesetz von 1927 wurde zum 1. April 1928 das Verwaltungsamt Blomberg zum Landratsamt Blomberg erhoben. Da die lippischen Landratsämter während der Weltwirtschaftskrise nicht mehr in der Lage waren, die Kosten der Arbeitslosen- und Krisenfürsorge zu finanzieren, wurde am 14. Oktober 1931 eine Verordnung zur Gliederung des Freistaats Lippe in zwei Kreise erlassen. Zum 1. April 1932 wurde das Landratsamt Blomberg aufgelöst und mit dem Landratsamt Detmold sowie den Städten Blomberg, Horn, Lage und Schwalenberg zum neuen Kreis Detmold zusammengefasst. 1934 wurde auch noch die Stadt Detmold in den neuen Kreis eingegliedert.

## Einwohnerentwicklung
|           | Verwaltungsamt Blomberg |        |        |
| Jahr      | 1895                    | 1910   | 1925   |
| Einwohner | 13.926                  | 13.837 | 13.659 |

## Gemeinden
Gemeinden des Verwaltungsamts Blomberg mit mehr als 600 Einwohnern (Stand 1925):
| Gemeinde     | Einwohner |
| ------------ | --------- |
| Belle        | 866       |
| Elbrinxen    | 951       |
| Großenmarpe  | 622       |
| Istrup       | 656       |
| Lothe        | 790       |
| Rischenau    | 684       |
| Sabbenhausen | 694       |
| Schieder     | 904       |
| Wöbbel       | 655       |